# Henri Berssenbrugge
Bernard Heinrich Wilhelm (Henri) Berssenbrugge (Rotterdam, 13 september 1873 – Goirle, 4 mei 1959) was een Nederlands kunstschilder en fotograaf. Berssenbrugge was internationaal gezien de bekendste Nederlandse picturalist. 
Henri Berssenbrugge werd op 13 september 1873 geboren als zoon van van de Duitse manufacturenhandelaar Johann Wilhelm Berssenbrügge en Elisabeth Catharina Warnken, Nederlandse van geboorte.
In 1878 ging Berssenbrugge naar de Academie van Beeldende Kunsten en Technische Wetenschappen aan de Coolvest in Rotterdam. Pas na zijn studie kwam hij in aanraking met de fotografie. 
In 1901 verhuisde Berssenbrugge van Rotterdam naar Tilburg, waar hij met de fotograaf Pierre Paul van Wulven een dependance van de Rotterdamse fotozaak van Adolf Héron opende. Nadat Van Wulven in 1902 terug naar Rotterdam gegaan was, zette hij de zaak alleen voort tot hij in augustus 1906 ook naar Rotterdam vertrok. In Tilburg en omgeving fotografeerde hij boeren, landarbeiders, kinderen, thuiswerkers en zigeuners. In 1957 schonk hij honderden glasnegatieven en afdrukken aan het gemeentearchief Tilburg.
Van 1906 tot 1916 woonde hij in Rotterdam. In 1913 trouwde Berssenbrugge met Ursulina Cornelia (Corry) Alban, dochter van een oud-studiegenoot. In 1919 scheidde het echtpaar. In 1916 verhuisde hij naar Den Haag en in 1919 trouwde hij met de uit Tilburg afkomstige Joanna Melis (1891-1989).

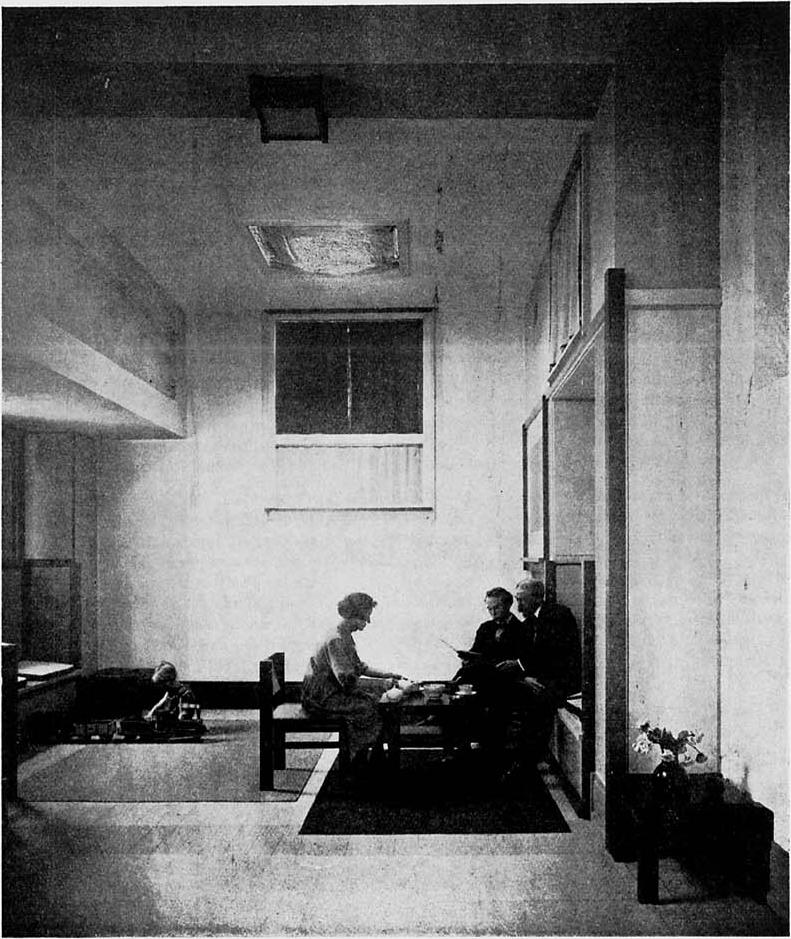
Fotoatelier Berssenbrugge, Den Haag. 1921.

In 1919 trad fotograaf Franz Ziegler enige weken in dienst bij Berssenbrugge. Van 1919 tot 1921 was fotograaf E.M. van Ojen in dienst bij Berssenbrugge's atelier in de Zeestraat in Den Haag.
In 1921 liet hij zijn fotoatelier in Den Haag herinrichten door de architect Jan Wils en de schilder Vilmos Huszár. Na voltooiing opende hij het atelier een aantal dagen voor de pers, waardoor het uitgebreid in de bladen aan de orde kwam. Ook stelde hij eind dat jaar het atelier voor het houden van een tijdelijke tentoonstelling ter beschikking aan de Haagsche Kunstkring.
In 1925 experimenteren Berssenbrugge, Jacob Merckelbach en Francis Kramer op uitnodiging van de firma Jos-Pé in Arnhem met het Jos-Pé driekleurenprocédé.
In 1929 nam Berssenbrugge op uitnodiging van Piet Zwart deel aan de internationale tentoonstelling Film und Foto (FiFo) in Stuttgart, Duitsland.